# 284029 Esplugafrancolí
284029 Esplugafrancolí è un asteroide della fascia principale. Scoperto nel 2004, presenta un'orbita caratterizzata da un semiasse maggiore pari a 3,0920493 au e da un'eccentricità di 0,0856007, inclinata di 11,03257° rispetto all'eclittica.
L'asteroide era stato inizialmente battezzato 284029 Esplugafrancoli per poi essere corretto nella denominazione attuale.
L'asteroide è dedicato a L'Espluga de Francolí, località spagnola in Catalogna..